# Stefan Goldschmidt

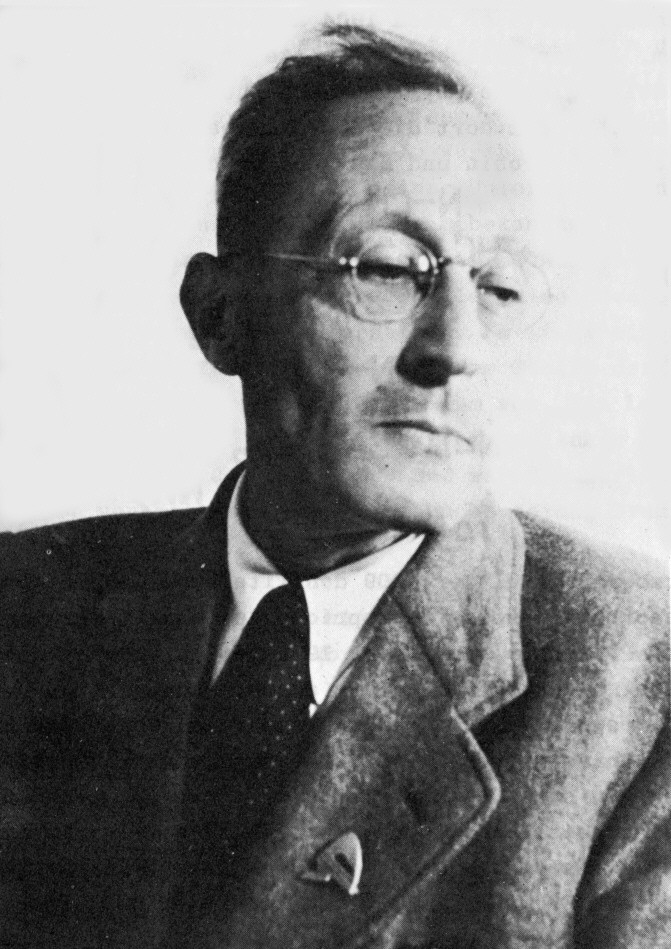
Stefan Goldschmidt, 1923

Stefan Goldschmidt (* 26. März 1889 in Nürnberg; † 20. Dezember 1971 in München) war ein deutscher Chemiker und Professor.

## Leben
Goldschmidt studierte an der LMU München Chemie bei Adolf von Baeyer. 1912 wurde er als akademischer Schüler von Otto Dimroth mit einer Dissertation Über den Abbau der Laccainsäure (Farbstoff des Stocklacks) promoviert. 1913 folgte er Dimroth zur Habilitation an die Universität Greifswald. Bedingt durch den Ersten Weltkrieg (1914–1918) konnte er seine Habilitation über das Triphenylhydrazyl-Radikal erst 1919 bei ihm – nun an der Universität Würzburg – abschließen.

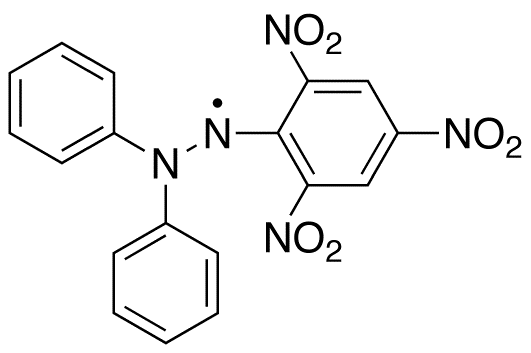
Goldschmidt- oder DPPH-Radikal

Für seine Forschungsarbeiten über Radikale – das besonders stabile 2,2-Diphenyl-1-pikrylhydrazyl-Radikal ist als „Goldschmidt-Radikal“ bekannt – wurde er 1923 in Würzburg zum apl. Professor ernannt. Kurz darauf erhielt er den Ruf als Extraordinarius und Leiter der Organischen Chemie an der Technischen Hochschule Karlsruhe. 1929 wurde er dort ordentlicher Professor. Sein Arbeitsgebiet umfasste nun auch den oxidativen Abbau von Proteinen.
Aus rassistischen Gründen wurde er 1935 aus den Staatsdiensten entlassen und konnte nur noch in privaten Industrielabors im Deutschen Reich arbeiten. 1938 emigrierte er daher in die Niederlande und wurde Leiter des Forschungslabors von N.F. Organon in Oss bei Nijmegen. Hier entwickelte er ein neues Syntheseverfahren für Vitamin C.
1946 erhielt Goldschmidt einen Ruf auf das Ordinat der Organischen Chemie an der Technischen Hochschule München. Die Nachfolge von  Hans Fischer trat er 1947 an.
Sein Forschungsgebiet hier umfasste Peptidsynthesen und damit verbundene In-vitro- sowie In-vivo-Abbauprozesse.
1932 wurde er außerordentliches Mitglied der Heidelberger Akademie der Wissenschaften, 1939/1940 aus der Mitgliederliste gestrichen und 1947 als korrespondierendes Mitglied wieder aufgenommen. Seit 1948 war er ordentliches Mitglied der Bayerischen Akademie der Wissenschaften.
Nach seiner Emeritierung wurde 1958 Friedrich Weygand sein Lehrstuhlnachfolger an der TH München.